# Rivière d'Alos
La rivière d'Alos est une rivière du sud-ouest de la France qui coule dans le département de l'Ariège. C'est un affluent du Salat, c'est-à-dire un sous-affluent de la Garonne.

## Géographie
De 9,77 km de longueur, la rivière d'Alos prend sa source sous le nom de Ruisseau de Souladet à droite du col de Catchaudégué, dans les Pyrénées sur la commune d'Alos, et se jette dans le Salat en rive gauche, dans les gorges de la Ribaute, sur la commune de Lacourt.

## Département et communes traversés
- Ariège : Alos, Lacourt.

## Principaux affluents
- Ruisseau d'Artiguenard 6 km
- Ruisseau de Rieutort : 2 km
- Ravin de Querblanc : 2 km
- Ruisseau d'Argentère : 1 km en contrebas du col de Catchaudégué.